# Світловка (Белебеївський район)
Світло́вка (рос. Светловка, башк. Светловка) — присілок у складі Белебеївського району Башкортостану, Росія. Входить до складу Розсвітівської сільської ради.
Населення — 38 осіб (2010; 19 в 2002).
Національний склад:
- росіяни — 42 %
- башкири — 32 %